# Мароф
46°31′ пн. ш. 16°23′ сх. д. / 46.52° пн. ш. 16.38° сх. д.
Мароф (хорв. Marof) — населений пункт у Хорватії, у Меджимурській жупанії у складі громади Светий Мартин-на-Мурі.

## Населення
Населення за даними перепису 2011 року становило 106 осіб.
Динаміка чисельності населення поселення:

## Клімат
Середня річна температура становить 10,02 °C, середня максимальна – 24,08 °C, а середня мінімальна – -6,51 °C. Середня річна кількість опадів – 792 мм.
| Клімат поселення                              | Клімат поселення | Клімат поселення | Клімат поселення | Клімат поселення | Клімат поселення | Клімат поселення | Клімат поселення | Клімат поселення | Клімат поселення | Клімат поселення | Клімат поселення | Клімат поселення | Клімат поселення |
| Показник                                      | Січ.             | Лют.             | Бер.             | Квіт.            | Трав.            | Черв.            | Лип.             | Серп.            | Вер.             | Жовт.            | Лист.            | Груд.            |                  |
| Середній максимум, °C                         | 5,10             | 7,20             | 11,72            | 16,14            | 21,06            | 24,08            | 23,82            | 23,29            | 19,31            | 13,98            | 8,38             | 4,44             |                  |
| Середня температура, °C                       | −0,7             | 1,38             | 5,92             | 10,34            | 15,26            | 18,28            | 19,92            | 19,38            | 15,40            | 10,06            | 4,48             | 0,54             |                  |
| Середній мінімум, °C                          | −6,51            | −4,42            | 0,11             | 4,52             | 9,45             | 12,48            | 16,01            | 15,48            | 11,50            | 6,16             | 0,56             | −3,37            |                  |
| Норма опадів, мм                              | 36               | 39               | 53               | 62               | 71               | 88               | 91               | 82               | 76               | 69               | 72               | 53               |                  |
| Середньомісячна швидкість вітру, м/с          | 1.90             | 2.18             | 2.50             | 2.60             | 2.40             | 2.16             | 2.10             | 1.85             | 1.87             | 1.90             | 2.00             | 2.00             |                  |
| Середньомісячна сонячна радіація, кДж/м²·день | 3930             | 6711             | 10464            | 14900            | 19011            | 20845            | 21244            | 18661            | 13740            | 8516             | 4406             | 3175             |                  |
| --------------------------------------------- | ---------------- | ---------------- | ---------------- | ---------------- | ---------------- | ---------------- | ---------------- | ---------------- | ---------------- | ---------------- | ---------------- | ---------------- | ---------------- |
| Джерело:                                      |                  |                  |                  |                  |                  |                  |                  |                  |                  |                  |                  |                  |                  |